# Wilde Aa

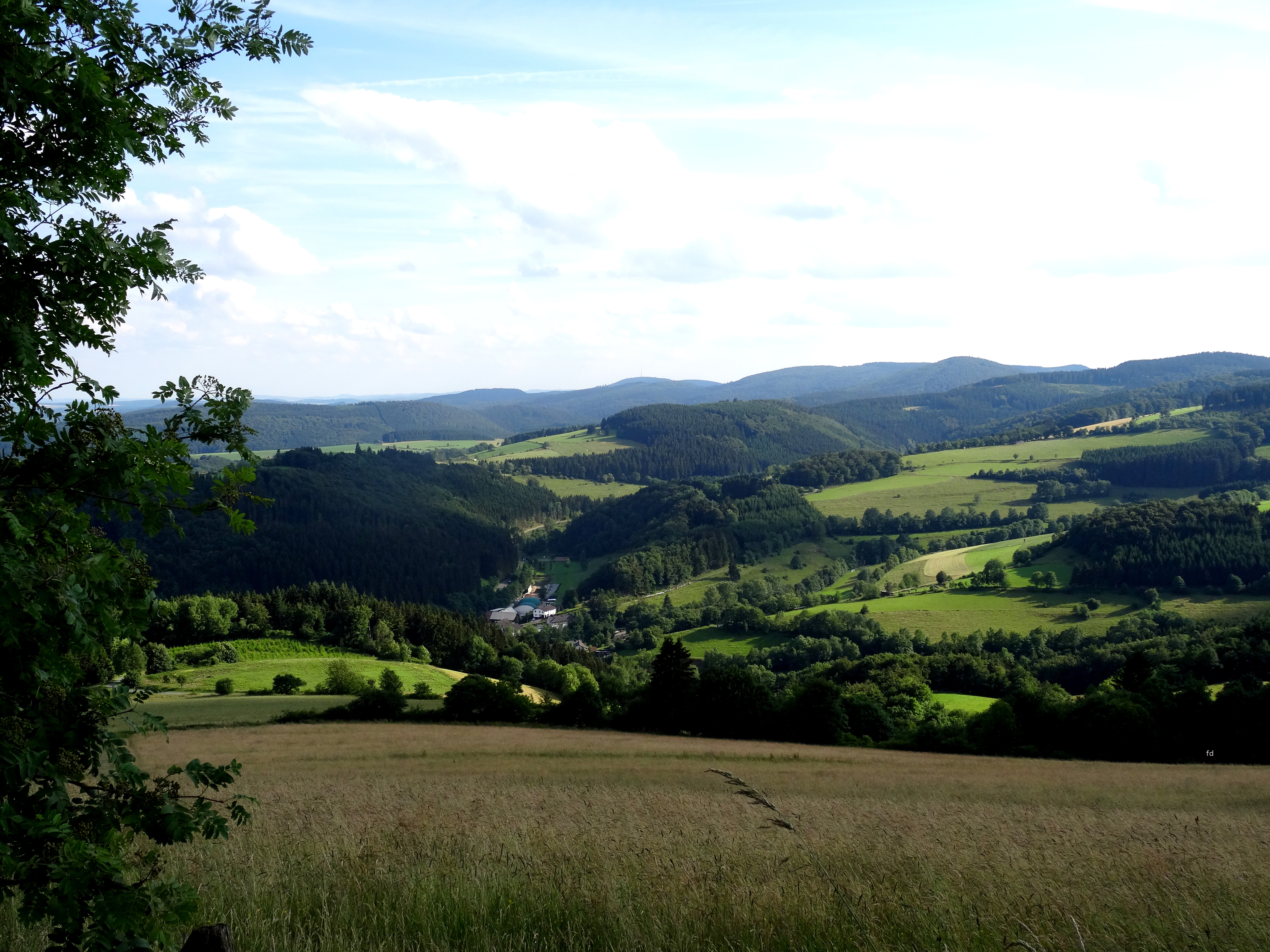
Titmaringhausen; nach rechts der Bachlauf der Wilden Aa

Die Wilde Aa (auch Wilde Ah, Ogge, Wilde Aar bzw. Aar in verschiedenen Flussabschnitten genannt) ist ein 27,1 km langer, nördlicher und orographisch linker Zufluss der Orke in Nordrhein-Westfalen und Hessen (Deutschland). 

## Verlauf
Die Wilde Aa entspringt im Osten von Westfalen im Hochsauerlandkreis im nordöstlichen Teil des Rothaargebirges. Ihre Quelle befindet sich etwa 1,7 km (Luftlinie) westlich von Titmaringhausen (nordwestlicher Stadtteil von Medebach) auf der Ostflanke des Krutenbergs – auf etwa 721 m ü. NHN.
Von dort fließt die Wilde Aa, vom Oberlauf bis zur hessischen Grenze teils auch Wilde Aar genannt, in Richtung Osten über Titmaringhausen nach Referinghausen (nördlicher Stadtteil von Medebach), von wo aus der Bach manchmal auch Wilde Ah genannt wird. Östlich von Oberschledorn (nördlicher Stadtteil von Medebach) gelangt das Fließgewässer, nun teilweise als Ogge bezeichnet, in den Nordwestteil von Nordhessen, von wo aus der Bach auch nur als Aar bekannt ist. Östlich vom im Landkreis Waldeck-Frankenberg gelegenen Nieder-Schleidern (westsüdwestlicher Stadtteil von Korbach) mündet mit der von Norden kommenden Neerdar ihr längster Zufluss ein.
Danach fließt die Aar durch Eppe (südwestlicher Ortsteil von Korbach) und unterhalb bzw. südlich davon durch einen ungefähr 9,5 km langen Talabschnitt, in dem sie nicht von Straßen begleitet wird und keine Ortschaften durchfließt, obgleich dieser Bereich zum Gemeindegebiet von Lichtenfels gehört; in dieser Gegend kreuzen lediglich zwei Kreisstraßen.
Östlich der Ortschaft Münden, einem Ortsteil von Lichtenfels, nimmt die Aar einen künstlich angelegten und von der Orke abgezweigten Hochwasserkanal von etwa 130 m Länge auf.
Schließlich mündet die Aar im Lichtenfelser Ortsteil Dalwigksthal unter einer Brücke der Landesstraße 3076 (Orketalstraße) auf etwa 305 m Höhe in den von Westnordwesten kommenden,  linken Eder-Zufluss Orke, der direkt vor der Aar-Mündung auf rund 150 m Fließstrecke entlang der L 3076 unterirdisch kanalisiert verläuft.

## Wasserscheide
Das Quellgebiet der Wilden Aa (Aar) liegt auf der Diemel-Eder/Fulda/Weser-Wasserscheide: Während ihr Wasser in überwiegend südöstlicher Richtung fließt und einen südlicheren Umweg durch die Orke, Eder und Fulda zur Weser macht, verläuft zum Beispiel jenes der Diemel, die etwas weiter nördlich am Nordosthang des Bergs Auf’m Knoll entspringt, in Richtung Nordosten direkt in die Weser.

## Zuflüsse
Zu den Zuflüssen der Wilden Aa (Aar) und deren Zuflüssen gehören mit orographischer Zuordnung (l = linksseitig; r = rechtsseitig), Länge in Kilometern und Mündungsgebiet (flussabwärts betrachtet):
| - Grundwasser (r; 4,3 km; in Titmaringhausen) - Wamecke (l; 2,1 km; in Titmaringhausen) - Timesbach (l; 0,9 km; in Titmaringhausen) - Dittelsbach (r; 6,4 km; in Referinghausen) - Prisebecke (l; 2,45 km; etwas oberhalb von Oberschledorn) - Riepenbach (l; 3,3 km; direkt oberhalb von Oberschledorn) - Bruchwasser (l; 1,45 km; in Oberschledorn) | - Hallebach (r; 9,8 km; in Oberschledorn) - Heimecke (r; 2,35 km; unterhalb von Oberschledorn) - Bräumecke/Katmecke (l; 4,15 km; in Nieder-Schleidern) - Neerdar (l; 14,6 km; unterhalb von Nieder-Schleidern) - „Bach von Hillershausen“ (r; 4 km; unterhalb von Eppe) - „Nebenbach bei Hohes Haupt“ (l; 1,6 km; unterhalb von Eppe) |